# Metoxid de sodiu
Metoxidul de sodiu sau metilatul de sodiu este un compus organic cu formula chimică CH3ONa. Este un solid alb, format prin deprotonarea metanolului și fiind folosit în industrie și în laborator. Este o bază puternică.

## Obținere și proprietăți
Metoxidul de sodiu este obținut în urma reacției dintre metanol absolut și sodiu metalic:
{\displaystyle {\ce {2 Na + 2 CH3OH -> 2 CH3ONa + H2}}}
Soluția obținută este incoloră, iar substanța în stare pură poate fi izolată prin evaporare la cald. În contact cu apa, solidul suferă reacție de hidroliză, dând metanol și hidroxid de sodiu:
{\displaystyle {\ce {CH3ONa + H2O -> CH3OH + NaOH}}}
Compusul este un agent nucleofil și este astfel utilizat pentru obținerea eterilor metilici.